# Општина Вртикоп
Општина Вртикоп (грч. Δήμος Σκύδρας, Димос Скидрас) је општина у Грчкој. По подацима из 2021. године број становника у општини је био 18.325.

## Насељена места
Општина Вртикоп је формирана 1. јануара 2011. године спајањем 2 некадашње административне јединице: Вртикоп и Мениида.
- Општинска јединица Вртикоп: Вртикоп, Арсен, Бања, Вгени, Врбени, Гропино, Каменик, Колибе, Липоор, Ново Село, Прахњани, Ризово, Треболец.
- Општинска јединица Мениида: Калиница, Анидро, Дреново, Карамзино, Мандалево, Ново Село, Свети Илија, Сенделчево.

## Становништво
| 2011.  | 2021.  |
| ------ | ------ |
| 20.188 | 18.325 |